# Opérateur de tuftage
L'opérateur de tuftage est une personne qui travaille sur une ou plusieurs machines à tufter. 
Le tuftage est une opération qui vise à confectionner de la moquette avec une machine à tufter qui insère parallèlement et en continu différents types de fils dans un canevas ou un support textile. Le travailleur réalise les opérations de démarrage, mise au point, contrôle, préparation et alimentation d'une ou de plusieurs machines tout en procédant aux réglages nécessaires. Il agit comme intervenant en cas de dysfonctionnement du processus de tuftage notamment en cas de rupture de fils, et effectue en plus de petites opérations d'entretien de la machine. 

## Conditions générales d'exercice de la profession
Cette profession s'exerce en atelier. Les opérations sont réalisées en station debout et impliquent de nombreux déplacements entre les différentes machines.

## Formation et prérequis
Cette profession ne requiert aucun diplôme particulier mais une formation sur le terrain est dispensée par l'employeur. Cette fonction est accessible par promotion aux garnisseurs de râteliers et aux monteurs de bobines.